# Rue Victor-Considérant
La rue Victor-Considerant est une voie du 14e arrondissement de Paris, en France.

## Situation et accès
La rue Victor-Considerant est une voie publique située dans le 14e arrondissement de Paris. Elle débute au 286, boulevard Raspail et se termine au 11 bis, rue Victor-Schœlcher.

## Origine du nom
Elle doit son nom au philosophe et économiste jurassien, Victor Considerant (1808-1893), adepte du socialisme utopique.

## Historique
Cette voie, qui a été ouverte par la ville de Paris sur des terrains détachés du cimetière du Sud, reçut sa dénomination par un arrêté du 28 décembre 1894.

## Bâtiments remarquables et lieux de mémoire
- La romancière Marguerite Audoux y a habité jusqu'en 1909[1].
- Le sculpteur Paul Belmondo habita dans cette rue[2] et travailla dans un des ateliers du 77, avenue Denfert-Rochereau. Une plaque lui rend hommage.
- No 10 : ancienne sous-station électrique Denfert-Rochereau, construite en 1905-1906 pour la Compagnie du chemin de fer métropolitain de Paris par l'architecte Paul Friesé. Ce genre d'installation est devenu obsolète dans les années 1960 mais le bâtiment appartient toujours à la RATP[3].
- No 12, à l'angle avec la rue Victor-Schoelcher :
  - en 1934, le photographe de mode allemand, Willy Maywald (1907-1985), ouvre à cette adresse son premier studio photographique. C'est aussi l'adresse de l'atelier de l'architecte et graveur, Henry Wilfrid Deville, qui y est mort en 1939.
  - la photographe Lee Miller y avait son studio et son domicile.
  - l'écrivaine Simone de Beauvoir y habite de 1955 à 1986[3].

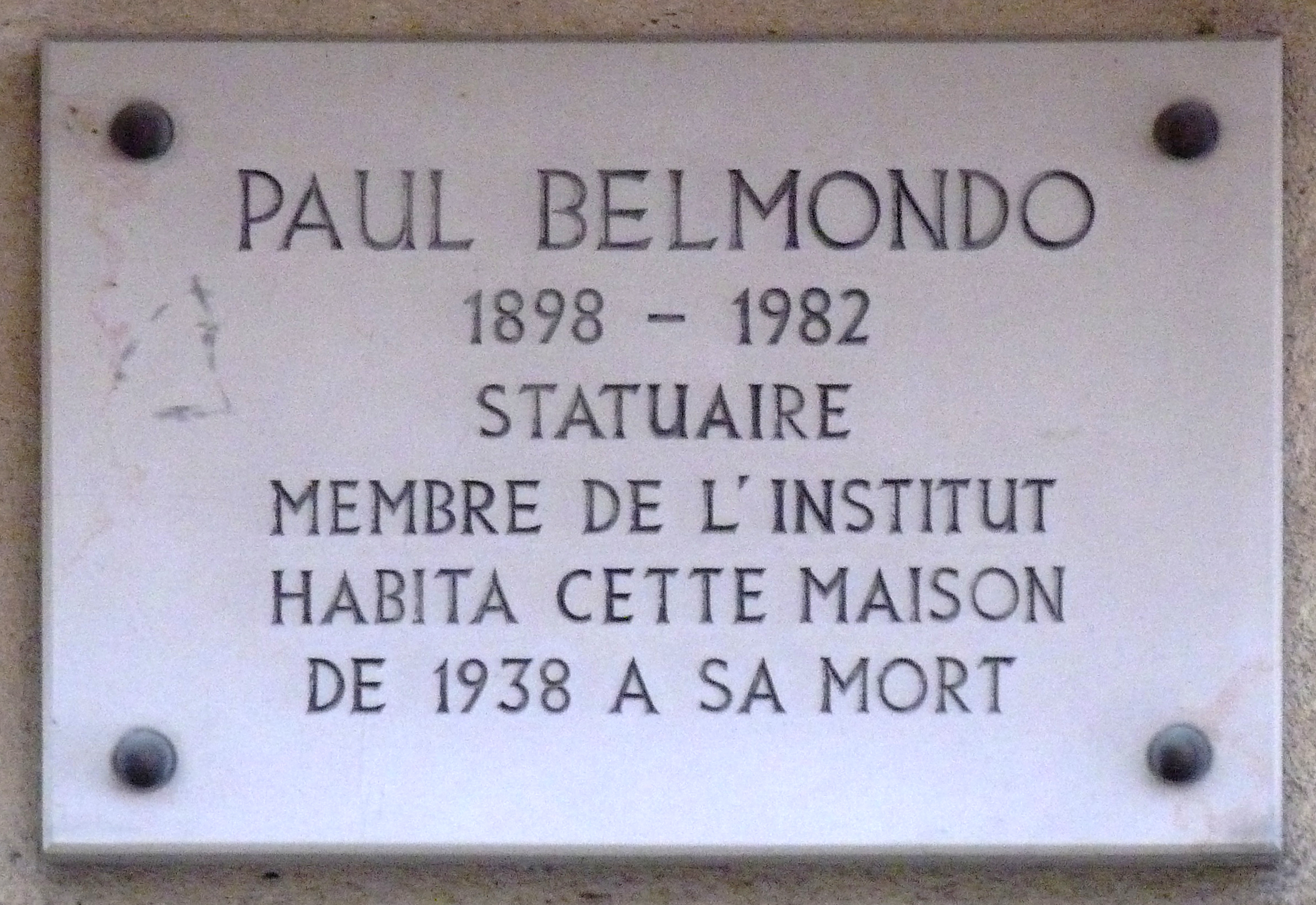
Plaque au no 4.
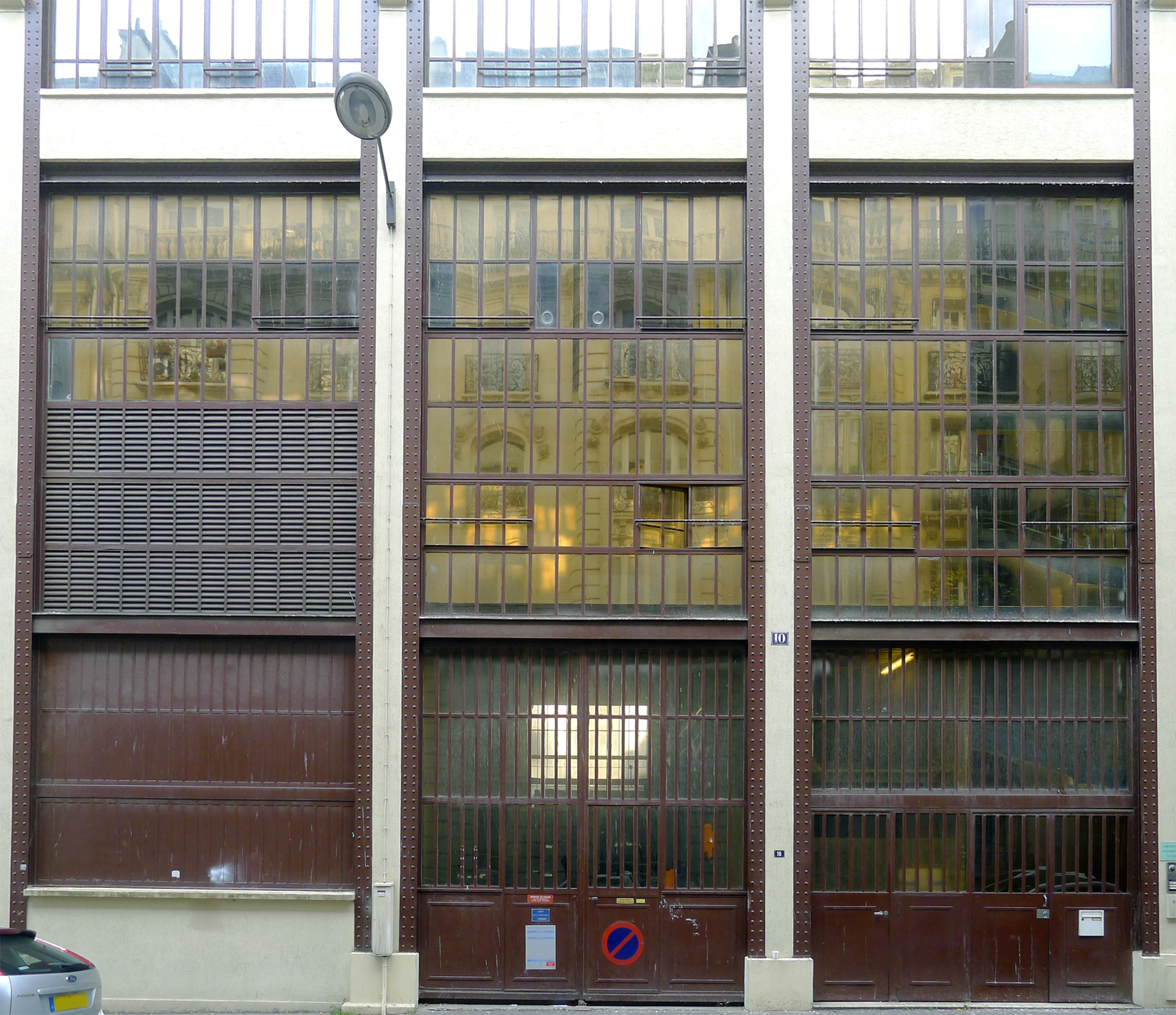
No 10 : vestige d'activités industrielles.